# Torpado
Torpado est une entreprise italienne de construction de bicyclettes créée en 1895.

## Histoire
Créée à Padoue, en Italie, par Torresini en 1895, elle fut rachetée en 2001 par les Cycles Esperia, qui regroupent une demi-douzaine de marques italiennes reconnues.
Dans les années 1950, et jusqu'à fin 1962, Torpado disposait d'une équipe cycliste de niveau professionnel et a participé à onze éditions du Tour d'Italie.

## Implantation
Le siège initial était situé rue Nicolò Tommaseo à Padoue et a par la suite été transféré dans la zone industrielle.

## Équipe
Le Team Torpado Surfingshop est aujourd'hui la seule trace existante de l'ancienne équipe professionnelle Torpado.
Axée sur le vélo tout terrain, elle participe à la coupe du monde de cette discipline et aux grandes compétitions internationales et nationales.

## Produits

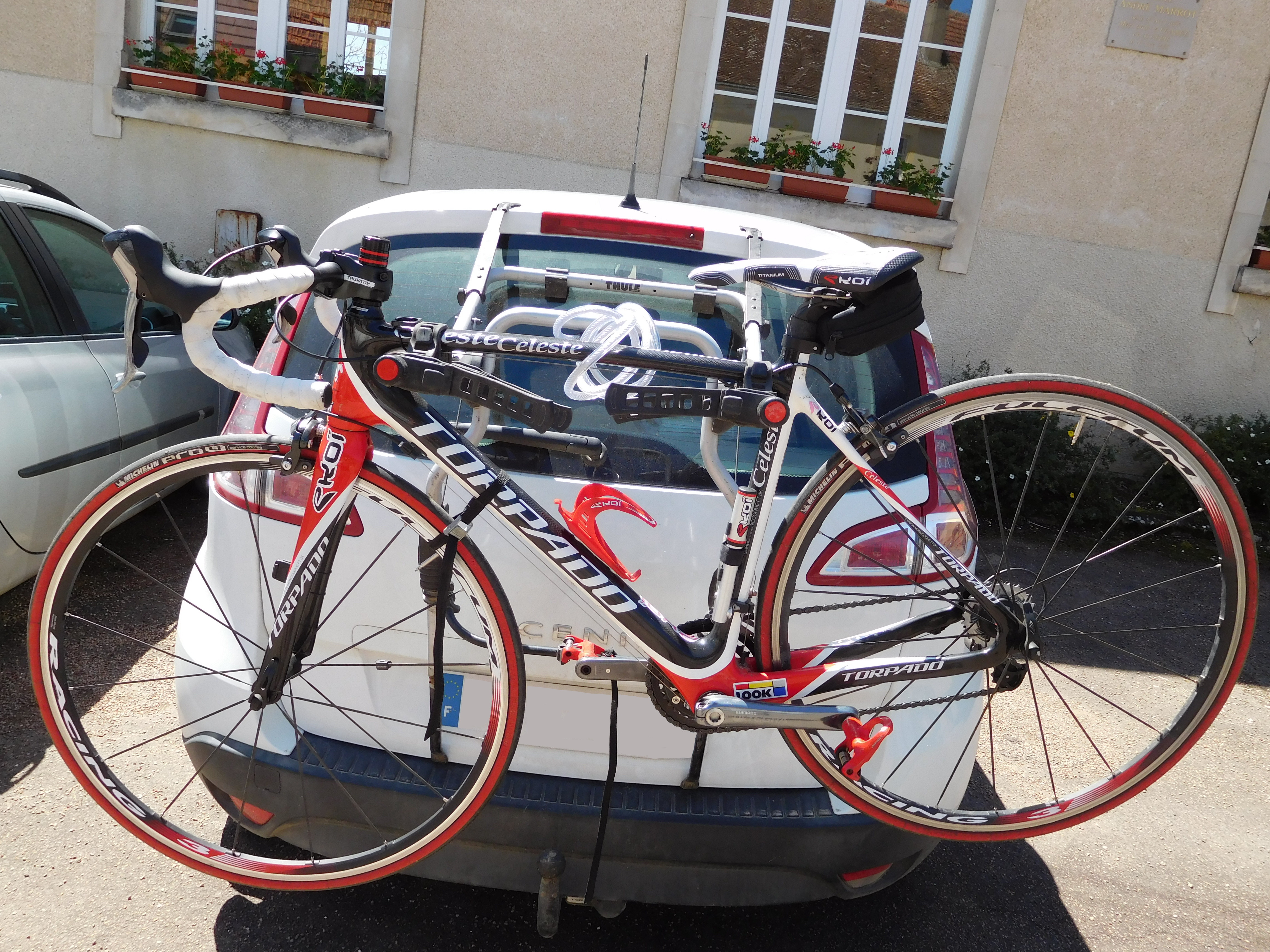
Vélo de course Torpado Celeste.

Torpado possède une gamme de vélos comprenant :
- des vélos de cross-country ;
- des VTT tout suspendus ;
- des vélos de route (bien que la production soit désormais majoritairement assurée par Fondriest, membre des Cycles Esperia) ;
- des vélos de trekking ;
- des vélos de ville et électriques.